# Diastata adusta
Diastata adusta – gatunek muchówki z rodziny Diastatidae i podrodziny Diastatinae.
Gatunek ten opisany został w 1830 roku przez Johanna Wilhelma Meigena.
Muchówka o ciele długości od 2,5 do 2,75 mm. Głowę ma żółtą, zaopatrzoną w wibrysy i skrzyżowane szczecinki zaciemieniowe. Czułki są żółte z czarną większą częścią trzeciego członu. Tułów cechuje szarawobrązowo opylone śródplecze oraz mezopleury z rozproszonym owłosieniem powierzchni i szczecinkami na tylnych brzegach. Skrzydła mają szeroko, brązowo przydymione obrzeżenie tylnej żyłki poprzecznej i przednią krawędź przydymioną tylko u nasady, natomiast nie występuje na nich przydymienie brzegów przedniej żyłki poprzecznej ani ciemne plamy na wierzchołkach. Odnóża odznaczają się dobrze rozwiniętymi szczecinkami przedwierzchołkowymi goleni. Czarny odwłok ma poprzeczne, biało porośnięte przepaski.
Owad znany z Hiszpanii, Irlandii, Wielkiej Brytanii, Francji, Belgii, Holandii, Niemiec, Danii, Szwecji, Szwajcarii, Włoch, Polski, Czech, Słowacji, Węgier, Bułgarii, wschodniej Palearktyki i Afryki Północnej.